# Michael Nava
Pour les articles homonymes, voir Nava.
Œuvres principales
- Série « Henry Rios » (1986-2001)

Michael Nava (Stockton, Californie, 16 septembre 1954) est un avocat américain et écrivain homosexuel de roman policier.

## Biographie
Enfant d'une mère très pieuse, il n'a jamais connu son père qui ne s'est jamais soucié de lui.  Il est élevé par un beau-père qui lui donne son nom, mais qui le bat et le viole dès l'âge de onze ans.  Pour fuir ce milieu familial sordide, Nava compte sur son intelligence et il excelle dans ses études dans l'espoir de devenir un jour à la fois écrivain et avocat. Ses études au Colorado College se soldent, en 1976, par l'obtention d'un baccalauréat en histoire. Il entreprend ensuite des études de droit à l'université Stanford et, plus tard, ouvre un cabinet d'avocat à Los Angeles.
Avec La Mort à Frisco (The Little Death, 1986), Nava amorce une série de romans policiers centrée sur la carrière de l'avocat Henry Rios, d'origine mexicaine. Spécialisé dans la défense de jeunes hommes victimes d'homophobie ou d'abus sociaux, Henry Rios est le témoin direct des dures années où la communauté gay de la côte Ouest doit composer avec l'apparition du SIDA et les revendications des droits à l'égalité des homosexuels. Du coup, les romans policiers de Michael Nava se veulent, au-delà de leurs intrigues, des études sur l'évolution des mentalités. L'auteur se considère d'ailleurs comme un militant d'une société ouverte, multiethnique, multiculturelle, multisexuelle, et il défend l'égalité entre les humains.
Des sept premiers romans de la série « Rios », six ont valu à Nava le prix Lambda Literary.  À la parution du roman, Les Défroques du cœur (Rag and Bone, 2001), Nava annonce la fin de la série. Après un long silence, il donne The City of Palaces en mai 2014 qui devait amorcer une série de romans historiques ayant pour toile de fond la Révolution mexicaine qui n'a pas eu de suite.
À partir de 1999, Nava travaille comme procureur à la Cour suprême de Californie à San Francisco. En octobre 2008, il épouse l'infirmier George Herzog. 
En 2010, Michael Nava tente en vain d'être élu pour siéger à la San Francisco County Superior Court. Il quitte son poste de procureur en 2015 et, dès 2016, publie une version modifiée du premier roman de la série « Rios » sous un nouveau titre, Lay Your Sleeping Head  (encore non traduit en français). Paraissent ensuite chez l'éditeur Persigo Press, qu'il a lui-même fondé, deux nouveaux opus des enquêtes de Henry Rios : Carved in Bone (2019), qui remporte le Prix Lambda Literary du meilleur roman policier, et Lies With Man (2021), nommé pour le même prix. 

## Œuvre

### Romans

#### SérieHenry Rios
- The Little Death (Boston, Alyson Books, 1986), réédité dans une version modifiée sous le titre Lay Your Sleeping Head (San Francisco, Korima Press, 2016) La Mort à Frisco, traduit par Pascal Loubet, Paris, Éditions du Masque, 2002  (ISBN 2-7024-8064-0) ; rééditions : Paris, Éditions du Masque, coll. « Le Masque » no 2488, 2004  (ISBN 978-2-7024-3150-4) ; Paris, Éditions du Masque, coll. Le tour du monde en polars, no ?, 2024  (ISBN 978-2-7024-5181-6)
- Goldenboy (Boston, Alyson Books, 1988), réédité dans une version modifiée sous le titre Carved in Bone (2019) Un garçon en or, traduit par Pascal Loubet, Paris, Éditions du Masque, 2002  (ISBN 2-7024-8063-2) ; réédition, Paris, Éditions du Masque, coll. « Le Masque » no 2493, 2005  (ISBN 978-2-7024-3156-6)
- Howtown (Boston, Alyson Books, 1990) L'Enfance du crime, traduit par Pascal Loubet, Paris, Éditions du Masque, 2003  (ISBN 2-7024-3373-1) ; réédition, Paris, Éditions du Masque, coll. « Le Masque » no 2502, 2006  (ISBN 978-2-7024-3373-7)
- The Hidden Law (Boston, Alyson Books, 1992) La Loi cachée, traduit par Pascal Loubet, Paris, Éditions du Masque, 2004  (ISBN 2-7024-3219-0) ; réédition, Paris, Éditions du Masque, coll. « Le Masque » no 2509, 2007  (ISBN 978-2-7024-3328-7)
- The Death of Friends (Boston, Alyson Books, 1996) Adieu aux amis chers, traduit par Pascal Loubet, Paris, Éditions du Masque, 2005  (ISBN 2-7024-3218-2) ; réédition, Paris, Éditions du Masque, coll. « Le Masque » no 2515, 2008  (ISBN 978-2-7024-3419-2)
- The Burning Plain (Boston, Alyson Books, 1997) Sous une pluie de flammes, traduit par Pascal Loubet, Paris, Éditions du Masque, 2006  (ISBN 2-7024-3258-1) ; réédition, Paris, Éditions du Masque, coll. « Le Masque » no 2525, 2010  (ISBN 978-2-7024-3482-6)
- Rag and Bone (Boston, Alyson Books, 2001) Les défroques du cœur, traduit par Maryvonne Ssossé, Paris, Éditions du Masque, 2008  (ISBN 978-2-7024-3257-0) ; réédition, Paris, Éditions du Masque, coll. « Le Masque » no ?, 2010  (ISBN 978-2-7024-3498-7)
- Lies With Man (2021)

#### SérieThe Children of Eve
- The City of Palaces (2014)

### Autres ouvrages
- Finale: Short Stories of Mystery and Suspense (1989) - anthologie publié par Nava et à laquelle il donne une nouvelle
- Hometowns: Gay Men Write About Where They Belong (1991)
- A Member of the Family: Gay Men Write About Their Families (1994)
- Created Equal: Why Gay Rights Matter to America (1994) - avec Robert Dawidoff

## Prix et distinctions
- Prix Lambda Literary du meilleur roman policier 1988, Un garçon en or
- Prix Lambda Literary du meilleur roman policier 1990, L'Enfance du crime
- Prix Lambda Literary du meilleur roman policier 1992, La Loi cachée
- Prix Lambda Literary du meilleur roman policier 1996, Adieu aux chers amis
- Whitehead Award for Life Achievement in LGBT Literature en 2000
- Prix Lambda Literary du meilleur roman policier 2001, Les Défroques du cœur
- Nommé au prix Lambda Literary du meilleur roman policier 2016, Lay Your Sleeping Head (nouvelle version de The Little Death)
- Prix Lambda Literary du meilleur roman policier 2020, Carved in Bone
- Nommé au prix Lambda Literary du meilleur roman policier 2022, Lies With Man

## Sources
- Claude Mesplède (dir.), Dictionnaire des littératures policières, vol. 2 : J - Z, Nantes, Joseph K, coll. « Temps noir », 2007, 1086 p. (ISBN 978-2-910-68645-1, OCLC 315873361), p. 414.